# Hoh Xil
Hoh Xil ("Montanha azul" em português, ou Aqênganggyai, "Senhor das dez mil montanhas"), ou Kěkěxīlǐ (可可西里), é uma região isolada situada na porção noroeste do Planalto do Tibete, na província de Qinghai, China. É a parte menos povoada da China, e a terceira menos povoada do mundo.

## Geografía
A região tem uma extensão de 83 000 km², com altitude média de 4.800m ao nível do mar e se extende em direção meridional entre as cadeias montanhosas de Tanggula e Kunlun, nas zonas de fronteira com o Tibete no sudoeste da China, na província chinesa de Qinghai e no noroeste da China na região de Sinquião. A parte sudeste de Hoh Xil, próxima ao rio Chumar, é uma das principais fontes da cabeceira do Rio Yangtze. O restante da região é endorreica, com drenagens em numerosos lagos isolados. Esta área é conhecida como o "distrito dos lagos Hoh Xil".

## Geologia
O Hoh Xil é uma região vulcanica. Na zona há numerosos nascimentos vulcânicos que abrigam vários vulcões desde a Era Cenozoica, assim como alguns do tipo hawaiano. Bamaoqiongzong cobre uma superfície de 300km² e contem uma construção perfeitamente conservada de rochas paralcalinas fonolíticas e foidíticas. Yongbohu contem cinco respiradores dacíticos, traquiandesíticos e andesíticos. Qiangbaqian é uma região ampla próxima a fronteira meridional da cordilheira de Kunlun. Pensou-se que cone da caldeira de Hoh Xil estava em erupção em 1973, devido a uma foto de satélite, e atualmente considera-se como historicamente ativo.

## Fauna silvestre
Apesar do clima inclemente, Hoh Xil abriga mais de 230 espécies de animais silvestres, 20 das quais estão sob proteção do estado chinês, incluindo o iaque silvetre, o burro selvagem, o veado de lábio branco, o urso pardo e o ameaçado antílope tibetano. A grande quantidade de Ochotona curzoniae, um pequeno roedor escavador, é o prato principal da dieta dos ursos pardos da região, porém os ursos também se alimentam de iaques e antílopes. Hoh Xil, uma região até agora desconhecida, e o antílope tibetano, tornaram-se famosas graças ao filme: Kekexili: Mountain Patrol de 2004.

## UNESCO
Foi inscrito como Patrimônio Mundial da UNESCO em 2017 por: "ser o maior e mais alto planalto do mundo."